# Mniów (gmina)
Pour les articles homonymes, voir Mniów (homonymie).
La gmina de Mniów est une commune rurale de la voïvodie de Sainte-Croix et du powiat de Kielce. Elle s'étend sur 95,27 km2 et comptait 9 327 habitants en 2010. Son siège est le village de Mniów qui se situe à environ 17 kilomètres au nord-ouest de Kielce.

## Villages
La gmina de Mniów comprend les villages et localités de Baran, Borki, Chyby, Cierchy, Gliniany Las, Grzymałków, Kontrewers, Lisie Jamy, Malmurzyn, Mniów, Mokry Bór, Olszyna, Pałęgi, Pępice, Piaski, Pielaki, Pieradła, Podchyby, Przełom, Rogowice, Serbinów, Skoki, Sośnina, Stachura, Straszów, Węgrzynów, Wólka Kłucka, Zaborowice et Zachybie.

## Gminy voisines
La gmina de Mniów est voisine des gminy de Łopuszno, Miedziana Góra, Radoszyce, Smyków, Stąporków, Strawczyn et Zagnańsk.